# Ахмед Хамди (футболист)
Ахме́д Хамди́ Хуссе́йн Хафе́з (араб. أحمد حمدي‎; 10 февраля 1998, Каир, Египет) — египетский футболист, атакующий полузащитник клуба «Замалек» и сборной Египта.

## Карьера

### Клубная карьера
Хамди — воспитанник клуба «Аль-Ахли». Его профессиональный дебют состоялся 17 декабря 2015 года в матче восьмого тура Премьер-лиги против «Смухи».
В сентябре 2016 года к Хамди проявил интерес португальский клуб «Спортинг Брага», но «Аль-Ахли» отклонил запрос на его аренду.
В августе 2017 года Хамди прошёл просмотр в итальянском клубе «Удинезе», после чего итальянцы предложили «Аль-Ахли» отдать игрока в аренду на один сезон с опцией выкупа, но переход сорвался из-за слишком высоких финансовых требований египетского клуба.
11 октября 2017 года в матче Кубка Египта против «Телефонат Бени-Суэйф» он забил свой первый гол в профессиональной карьере. В июле 2018 года главный тренер «Аль-Ахли» Патрис Картерон исключил Хамди из предсезонного тренировочного лагеря в Хорватии по дисциплинарным причинам.
В январе 2019 года Хамди отправился в шестимесячную аренду в клуб «Эль-Гуна». Дебютировал за «Эль-Гуну» 3 января 2019 года в матче против «Аль-Масри». 7 февраля 2019 года в матче против «Эль-Энтаг Эль-Харби» забил свой первый гол за «Эль-Гуну». В сентябре 2019 года «Эль-Гуна» выкупила Хамди за 8 млн египетских фунтов, при этом «Аль-Ахли» сохранил за собой право обратного выкупа и 30 % от следующей продажи игрока.
В октябре 2020 года Хамди заявил, что «Эль-Гуна» получила предложение от российского клуба «Рубин» на его аренду на один сезон с опцией выкупа, но он не был уведомлен о результатах переговоров, в связи с чем выразил разочарование действиями руководства своего клуба.
4 февраля 2021 года Хамди был взят в аренду клубом MLS «Клёб де Фут Монреаль» на сезон 2021 с опцией выкупа. В североамериканской лиге дебютировал 1 мая 2021 года в матче против «Коламбус Крю», в котором вышел на замену на 64-й минуте вместо Амара Сейдича. 17 июля 2021 года в матче против «Цинциннати» забил свои первые голы в MLS, сделав дубль. 19 октября 2021 года «Клёб де Фут Монреаль» объявил о выкупе Хамди у «Эль-Гуны» и подписал с ним двухлетний контракт до конца сезона 2023 с опцией продления на сезон 2024. По окончании сезона 2023 «Клёб де Фут Монреаль» не стал продлевать контракт с Хамди.
5 февраля 2024 года Хамди вернулся играть на родину, на правах свободного агента подписав контракт с клубом «Замалек» на 3,5 года, до лета 2027 года.

### Международная карьера
Хамди представлял Египет на уровнях молодёжной и олимпийской сборных.
За первую сборную Египта Хамди дебютировал 14 июня 2022 года в товарищеском матче со сборной Республики Корея.

## Достижения
Командные
 «Аль-Ахли»
- Чемпион Египта: 2015/16, 2017/18

 «Клёб де Фут Монреаль»
- Победитель Первенства Канады: 2021